# 다이렉트 드라이브
다이렉트 드라이브(direct drive)는 전동기의 회전력을 기구(기어박스 등)를 통하지 않고 직접 구동 대상에 전달하는 방식 또는 그 기구를 뜻한다.

## 장점
1. 고효율:손실, 특히 마찰 손실(Friction loss; 벨트, 체인, 톱니바퀴, 감속기(기어박스) 등의 마찰에 의한 손실)을 최소화할 수 있다.
2. 저소음:간단한 구조로, 접촉부가 종래보다 줄어든다. 이것은, 접촉이나 진동을 일으키는 부품이 줄어들고 있는 것을 의미하여 소음을 그만큼 저감할 수 있다.
3. 긴 수명·높은 신뢰성:동작 기계 부품이 줄어들기 때문에 점검이나 교환의 빈도가 줄어들며 고장 빈도도 낮아진다. 종래의 방식, 특히 고무 벨트를 사용하고 있는 것은 수명이 짧고, 고장원인이 되기 쉽다. 때문에, 점검을 정기적으로 실시할 필요가 있다. 다이렉트 드라이브 방식은 이런 면에서 자유롭다.
4. 저회전시에도 높은 토크를 얻을 수 있다.

## 결점
이 방식의 주된 결점은 특별한 모터를 필요로 한다는 것이다. 통상의 전동기는 고회전시(예를 들어, 1,500~3,000rpm)에 가장 높은 토크를 얻을 수 있도록 설계되고 있어 팬 등에는 가장 알맞다.
레코드 플레이어의 턴테이블은 다이렉트 드라이브 방식이 주류지만, 다른 기계류와 달리 매우 낮은 회전속도(33과 1/3·45·78rpm)를 유지한 채 높은 토크와 정밀도가 필요하다(정밀도가 높지 않은 경우 지터가 발생하여, 재생속도가 변화해 버린다). 낮은 회전수를 유지하기 위한 전동기는 고회전 전동기에 비해 물리적으로 커져 버린다. 예를 들어, 벨트 구동식 턴테이블에 사용하는 모터의 직경은 약 2.5cm지만, 다이렉트 드라이브 방식 모터의 직경은 약 10cm나 된다.
또, 다이렉트 드라이브 방식은 회전수를 정밀하게 제어하는 기계를 필요로 한다. 고회전 모터의 낮은 전압 변동에 의한 회전수 변동은 종래의 방식의 경우 간접 기구의 개입(관성 등)에 의해 무시할 수 있는 정도지만, 다이렉트 드라이브 방식에서는 회전속도에 직접 영향을 준다. 용도에 따라서는, 이것을 회피하기 위해 전압 관리를 엄격하게 하거나 회전수 센서의 정밀도를 높이고 피드백을 실시하는 등의 대책이 필요하게 된다.

## 용도
다이렉트 드라이브 방식은 여러 종류의 제품에서 채용되어 있다.

### 고속 용도
- 팬: 정밀도는 그다지 필요없다. 회전수는 팬의 용도(강제 공냉이나 정숙화 등)에 따라 다르지만, 대체로 1,000-12,000rpm 선이다.
- 하드 디스크 드라이브: 높은 정밀도를 필요로 한다. 5,400·7,200·10,000·15,000rpm 가 대부분이다.
- 비디오 데크 헤드: 높은 정밀도를 필요로 한다. NTSC는 1,800rpm, PAL은 1,500rpm.
- 무인 항공기: 멀티콥터는 프로펠러가 바로 모터에 연결된 형식이다. 주로 2000~5000RPM 사이이다. 몇몇 전동 무인 헬리콥터 또한 기어박스 대신 모터를 직결로 연결하는 방식을 채택하며 1500~5000RPM 사이이다.

### 중간 정도 또는 회전수 변동
- 플로피 디스크 드라이브나, 그와 비슷한 스테핑 모터를 사용하는 기기.
- CD 플레이어: 높은 정밀도를 필요로 한다. 오디오 기기용에서는 250-500rpm까지 변화하며, 휴대용(소음 방지)이나 컴퓨터용(고속 액세스)에서는 더 고속으로 회전한다.

### 저속 용도
레코드 플레이어:고정밀, 33과 1/3·45·78rpm.

### 그 외
이뿐 아니라 다양한 분야에서 다이렉트 드라이브 방식의 채용이 진행되고 있다.
- 세탁기: 일본의 도시바가 1997년 세계 최초로 다이렉트 드라이브 방식 세탁기를 발매했다.
- 전동차: 동일본 여객철도(JR 동일본)가 2001년 1월, 다이렉트 드라이브 방식 전동차 E993계를 제조했다. 이것을 전후로, 게이요 선의 103계 전동차 중 1량만을 개조하여 영업운전을 실시하면서 테스트했다. 이러한 시험 결과를 근거로 하여 2006년 3월 E331계 양산 선행차량이 등장했다. 또한 대한민국의 차세대 전동차 AUTS에서도 이 다이렉트 드라이브 모터 구동방식을 채용할 예정이다.

## 같이 보기
- 벨트 (기계)
- 구동축
- 직선형 전동기